# Jan van Loosbroek
Jan van Loosbroek (ca. 1971) is een Nederlands politiefunctionaris. Hij werd op 1 januari 2024 benoemd tot hoofdcommissaris van de Regionale Politie Eenheid Limburg.

## Loopbaan
Van Loosbroek begon zijn carrière in 1995 bij de divisie Mobiliteit van het Korps Landelijke Politie Diensten. Na het bekleden van verschillende leidinggevende functies, waaronder unitmanager en diensthoofd van diverse afdelingen binnen de politie, trad hij in 2012 toe tot de eenheidsleiding van Oost-Brabant. 
In 2017, werd hij aangesteld als kwartiermaker en directeur van de Landelijke Meldkamer Samenwerking, een organisatie die de coördinatie verzorgt tussen politie, brandweer, ambulancezorg en de Koninklijke Marechaussee. Daarnaast is hij sinds datzelfde jaar actief als Nationaal Commandant binnen de Nationale Staf Grootschalig en Bijzonder Optreden.
Van Loosbroek werd op 1 januari 2024 voorgedragen als hoofdcommissaris van de Regionale Politie Eenheid Limburg. Tot die tijd was hij directeur van de Landelijke Meldkamer Samenwerking (LMS). Hij nam de functie van hoofdcommissaris over van Ingrid Schäfer-Poels, zij was de eerste vrouwelijke chef van de eenheid in Limburg. Schäfer-Poels heeft haar functie neergelegd omdat ze ongeneeslijk ziek werd in 2023.

## Privé
Jan van Loosbroek is getrouwd en heeft twee kinderen.